# Halictus mugodjaricus
Halictus mugodjaricus är en biart som beskrevs av Blüthgen 1933. Halictus mugodjaricus ingår i släktet bandbin, och familjen vägbin. Inga underarter finns listade i Catalogue of Life.